# Brione (Trentino-Alto Adige)
Brione es una localidad y comune italiana de la provincia de Trento, región de Trentino-Alto Adigio, con 155 habitantes.

## Evolución demográfica
| Gráfica de evolución demográfica de Brione entre 1861 y 2001 |
|                                                              |
| fonte ISTAT - elaborazione grafica a cura di Wikipedia       |